# Selim Segerstam
Selim Johannes Segerstam, född 9 april 1904 i Nykarleby landskommun, död 2 oktober 1963 i Helsingfors, var en finländsk sånglärare och kompositör. Han var far till Leif Segerstam. 
Segerstam utexaminerades 1926 från Nykarleby folkskollärarseminarium, varefter han studerade bland annat komposition vid nuvarande Sibelius-Akademin, verkade som sånglärare och lektor vid Nykarleby och Vasa seminarier samt från 1947 vid Helsingfors svenskspråkiga folkskolor. Han ledde flera körer samt komponerade melodiska kör- och solosånger och gjorde folkvisearrangemang. Han utgav Vår sångbok (1952) och Bicinia (1957), en samling tvåstämmiga sånger.